# Ortega truncatipennis
Ortega truncatipennis är en insektsart som beskrevs av Victor Antoine Signoret 1854. Ortega truncatipennis ingår som enda art i släktet Ortega och familjen dvärgstritar. Inga underarter finns listade i Catalogue of Life.